# Generaldirektion Haushaltsplan
Die Generaldirektion Haushaltsplan (BUDG) ist eine Dienststelle der Europäischen Kommission. 
Die Dienststelle ist dem Kommissar für Finanzplanung und Haushalt zugeordnet und wird von der Generaldirektorin Stéphanie Riso geleitet. Sie hat ihren Sitz in Brüssel.
Zuständig ist die Generaldirektion für die Verwaltung des EU-Haushalts. Dazu erstellt sie einen Vorschlag für den Finanzrahmen. Ist dieser beschlossen, übernimmt sie die operative Abwicklung und die Erhebung der Mittel von den Mitgliedstaaten.